# Alleenzaam
Alleenzaam is een Nederlands televisieprogramma dat in 2020 werd uitgezonden door de EO op NPO 3. In dit programma staan vijf jongeren centraal die last hebben van eenzaamheid. De presentatie is in handen van Rachel Rosier.

## Het programma
Het programma draait om vijf jongeren die te maken hebben met eenzaamheid. Ze doen therapiegesprekken en virtual-reality-oefeningen met een psycholoog in een poging met deze eenzaamheid te leren omgaan. Presentatrice Rachel Rosier interviewt de jongeren over hun problemen en volgt de progressie in hun traject. Tussendoor komen er verschillende deskundigen aan het woord die de kijkers aanvullende informatie geven over eenzaamheid.